# Eva Danišová
Eva Danišová, rozená Peštová (* 15. března 1959 Ústí nad Orlicí), je romská prozaička, publicistka, překladatelka a lektorka, členka Klubu romských spisovatelů Paramisara. Pracovala na železnici a jako sociální a terénní pracovnice.

## Život
Dětství strávila v České Třebové, vychovávali ji prarodiče, kteří pocházeli ze slovenské obce Markušovce u Spišské Nové Vsi. Češtinu se naučila až v mateřské školce, předtím mluvila především romsky a trochu slovensky. Vychovatelka ve školní družině jí pak půjčovala domů české pohádky. Přestože ve škole dobře prospívala, nikdy ji nenapadlo, že by mohla pokračovat ve studiu na střední škole. Brzy nastoupila do práce a 25 let strávila mytím nádražních vagónů.
Když jí odrostly děti, rozhodla se Danišová udělat něco pro sebe. V letech 1997–1998 absolvovala na Vyšší odborné škole publicistiky v Praze mediální kurz. Pak studovala dálkově Střední sociálně právní školu na Evangelické akademii v Praze, kterou dokončila v roce 2004. V akademickém roce 2010/2011 pokračovala v dálkovém studiu na Univerzitě Palackého v Olomouci, obor charitativní a sociální práce, ale studium musela ze zdravotních důvodů přerušit.
Po maturitě pracovala krátce v organizaci Romodrom, kde pomáhala lidem po výkonu trestu nebo podmíněně odsouzeným, aby se opět začlenili do společnosti a našli stabilní zaměstnání. V letech 2012–2013 spolupracovala s občanským sdružením Romea na projektu Romský mentor, který se zaměřuje na integraci znevýhodněných dětí ve školách pomocí volnočasových aktivit z oblasti umění a kultury. Jako mentorka působila na základní škole v České Třebové. Pracovala také jako terénní sociální pracovnice pro Městský úřad v Ústí nad Orlicí a v nízkoprahovém centru ve Vysokém Mýtě. Několik let se účastní projektu Vzdělávacího institutu, který je zaměřen na výukový program budoucích asistentů pedagoga, zejména na vzdělávání dětí národnostních menšin, především Romů. Podle Danišové je to způsob, jak bořit předsudky vůči romským dětem.

## Dílo
Už jako teenager psala Danišová básně a povídky v češtině. Teprve po 30 letech se ale setkala s psanou romštinou v časopise Amaro Lav (Naše slovo), který vycházel v 90. letech. V té době začala publikovat v romštině, její povídky se nejprve objevily v časopisech Amaro lav a Romano kurko, v rámci projektu Šukar laviben le Romendar / Romové píší elektronicky na webových stránkách o. s. Romea, v časopisech Lačho lav, Romano džaniben, Tvar a Plav a na webových stránkách nakladatelství Kher. V roce 2007 získala v literární soutěži za povídku Pal miro papus (O mém dědečkovi) Cenu Mileny Hübschmannové. Její povídka Vánoce 1944 zvítězila v soutěži serveru Romea.cz „Romské Vánoce“. O tematice z romského prostředí píše romsky, texty ze současnosti publikuje v češtině a podle potřeby překládá. S překlady začínala v časopise Amaro gendalos (Naše zrcadlo) a pokračuje v Romano voďi (Romská duše). Překládá také pro projekt Paměť Romů, který zachycuje formou videorozhovorů vzpomínky pamětníků na to, jak se žilo dříve, a přes 30 let překládá texty pro Muzeum romské kultury. Je jednou z našich předních překladatelek do romštiny.
Autorské pohádky Čardášová princezna a O dvou kočičkách jsou součástí antologie pohádek Otcův duch a jiné pohádky romských autorů (2012). S hlubokou láskou a úctou Danišová vzpomíná na své dětství prožité u prarodičů, kteří ji vychovali, v cyklu vzpomínkových povídek Moji milí ve stejnojmenné sbírce romské narativní prózy (2014). Povídky Kozačky a Usmrkaná holčička jako panenka z tohoto cyklu se dočkaly překladu do němčiny a byly publikovány ve sbírce romských autorů z Maďarska, Česka a Slovenska Roma-Autoren erzählen… Kurzgeschichten und Gedichte aus Ungarn, Tschechien und der Slowakei (2013).
Česky psaná novela Mít někoho svého vyšla ve sborníku současné ženské romské prózy Slunce zapadá už ráno (2014). Dílo je zasazeno do současnosti, zabývá se sociální tematikou a autorka v něm využívá své bohaté zkušenosti z oblasti sociální práce.